# Associazione nazionale interpreti per i minorati dell'udito
L'Associazione nazionale interpreti per i minorati dell'udito (ANIMU) è un'associazione degli interpreti della lingua dei segni italiana.

## Storia
L'associazione venne fondata da un gruppo di interpreti della lingua dei segni il 21 dicembre 1987.

## Struttura
L'ANIMU conta su circa 8 consigli regionali.
È membro delle organizzazioni internazionali EFSLI e WASLI.

## Presidenti
- Ilario Stocchero (? - ?)
- Luciano Barbarisi (1º mandato; ? - ?)
- Mauro Chilante (? - ?)
- Dino Giglioli (? - ?)
- Luciano Barbarisi (2º mandato; ? - in carica)